# Czesław Błasikiewicz
Czesław Błasikiewicz (ur. 30 czerwca 1917 w Radomiu, zm. 1 marca 1972 tamże) – polski rzemieślnik związany z Radomiem, mistrz malarski, poseł na Sejm PRL IV kadencji (1965–1969). 

## Życiorys
Ukończył szkołę powszechną i rzemieślniczą w Radomiu, po czym pracował m.in. w „Wytwórni Broni Radom” oraz warsztacie rzemieślniczym ojca. W 1931 uzyskał tytuł mistrza malarskiego. Otworzył własny zakład, który prowadził do 1948. Od 1949 do 1960 był kierownikiem robót Rzemieślniczej Spółdzielni Zaopatrzenia i Zbytu „Budowlana”. W 1960 ponownie otworzył warsztat prywatny. Działał w licznych organizacjach rzemieślniczych, sprawował m.in. funkcję wiceprzewodniczącego Izby Rzemieślniczej w Kielcach. 
W 1946 rozpoczął działalność polityczną w Stronnictwie Demokratycznym, był m.in. członkiem prezydium Wojewódzkiego Komitetu SD w Kielcach. Z rekomendacji partii był m.in. członkiem rad narodowych. W 1965 Stronnictwo zgłosiło jego kandydaturę w wyborach do Sejmu PRL IV kadencji w okręgu Radom. Był członkiem Komisji Przemysłu Lekkiego, Rzemiosła i Spółdzielczości Pracy. 
Odznaczony m.in. Złotym Krzyżem Zasługi i Medalem 10-lecia Polski Ludowej (1955). 
Zmarł w 1972, został pochowany na cmentarzu rzymskokatolickim w Radomiu.